# 웨스트 코스트 이글스
웨스트 코스트 이글스(영어: West Coast Eagles)는 오스트레일리안 풋볼 리그 (AFL)에 소속된 오스트레일리아의 오스트레일리안 풋볼 클럽이다. 웨스턴오스트레일리아주 퍼스에 연고지를 두고 있으며, 수비아코 오벌을 구장으로 사용한다.